# Antonius Geurts
Antonius Johannes Geurts –conocido como Toon Geurts–  (Veldhoven, 29 de febrero de 1932-Veldhoven, 5 de octubre de 2017) fue un deportista neerlandés que compitió en piragüismo en la modalidad de aguas tranquilas.
Participó en los Juegos Olímpicos de Tokio 1964, obteniendo una medalla de plata en la prueba de K2 1000 m. Ganó una medalla de bronce en el Campeonato Europeo de Piragüismo de 1961.

## Palmarés internacional
| Juegos Olímpicos   | Juegos Olímpicos | Juegos Olímpicos  | Juegos Olímpicos |
| Año                | Lugar            | Medalla           | Competición      |
| ------------------ | ---------------- | ----------------- | ---------------- |
| 1964               | Tokio (Japón)    | Medalla de plata  | K2 1000 m        |
| Campeonato Europeo |                  |                   |                  |
| Año                | Lugar            | Medalla           | Competición      |
| 1961               | Poznań (Polonia) | Medalla de bronce | K1 10 000 m      |